# Нунуккал, Уджеру
Уджеру Нунуккал (англ. Oodgeroo Noonuccal; ) — политический деятель Австралии, творческий деятель, педагог и борец за права австралийских аборигенов. Уджеру Нунуккал получила признание как писательница и стала первым австралийским аборигеном, издавшим книгу стихов.

## Биография
В 1942 году Уджеру Нунуккал поступила на службу в Австралийскую женскую армейскую службу, после того как два её брата были взяты в плен солдатами Императорской армии Японии при падении Сингапура. Проходила службу в должности сигнальщика в Брисбене, где встретила много чернокожих американских солдат, а также австралийцев европейского происхождения. Эти контакты помогли заложить основы для её дальнейшей деятельности по защите прав аборигенов. В 1940-х годах она вступила в Коммунистическую партию Австралии.
В 1960-е годы Нунуккал стала выдающимся политическим деятелем и писателем. Занимала должность государственного секретаря в Федеральном совете по улучшению положения аборигенов и жителей островов Торресова пролива (FCAATSI) в штате Квинсленд и участвовала в ряде других политических организаций. Она была ключевой фигурой в кампании по внесении изменений в конституции Австралии, чтобы обеспечить полное гражданство аборигенам, убедив в этом премьер-министра Роберта Мензиса в 1965 году и его преемника Гарольда Холта в 1966 году. В 1963 году во время поездки в командировку она рассказала Роберту Мензису о реалиях жизни аборигенов. Премьер-министр предложил ей выпить алкогольный напиток, после чего Нунуккал сообщила ему, что в Квинсленде его могли бы заключить в тюрьму за такое предложение, а если бы она приняла напиток — то и её; Роберт Мензис был поражён.
Нунуккал написала много книг, начиная с «We Are Going» (1964), первой книги, опубликованной женщиной-аборигеном. Её первая книга стихов стала необычайно успешной, продавалась в нескольких изданиях и позволила Уджеру Нунуккал стать самым продаваемым поэтом Австралии наряду с Кларенсом Деннисом. Реакция критиков, однако, была неоднозначной, и некоторые задавались вопросом, могла ли Уджеру Нунуккал, будучи аборигеном, действительно написать это сама. Других критиков оттолкнул активизм в её стихах: по их мнению, это была «пропаганда», а не то, что они считали настоящей поэзией. Уджеру Нунуккал приняла идею своей поэзии как пропаганды и охарактеризовала свой стиль как «лозунг, гражданско-писательский, простой и понятный». Она хотела донести гордость своим происхождением до самой широкой аудитории, популяризировать равенство и права аборигенов в своём творчестве.
В 1972 году Нунуккал приобрела недвижимость на острове Северный Стрэдброк, которую назвала Мунгальба («место для сидения»), и основала образовательно-культурный центр «Noonuccal-Nughie». В 1977 году был выпущен документальный фильм о её жизни под названием «Сестра-тень». Режиссёром и продюсером стал Фрэнк Хейманс, а оператором Джефф Бёртон. В фильме показано её возвращение в Мунгальбу и жизнь там. В интервью 1987 года она рассказала о своей образовательной программе в Мунгальбе, сказав, что «за последние семнадцать лет у меня было 26 500 детей на острове. Белые и чёрные дети. И если бы существовали ещё и зелёные дети, то я бы их хотела. Я дальтоник. Я учу их культуре аборигенов. Я учу их балансу природы». Уджеру Нунуккал посвятила себя образованию на всех уровнях и сотрудничала с университетами в создании педагогических программ, которые повысили уровень обучения в австралийских школах.
В 1974 году Уджеру Нунуккал была на борту рейса British Airways, который был захвачен террористами, борющимися за освобождение Палестины. Угонщики застрелили члена экипажа и пассажира, заставили пилотов самолёта вылететь в африканском направлении. В течение трёх дней, проведённых в плену, она использовала тупой карандаш и гигиенический пакет из кармана сиденья, чтобы написать два стихотворения: «Commonplace» и «Yusuf (Hijacker)».
В 1983 году Уджеру Нунуккал баллотировалась на выборах в штате Квинсленд от партии Австралийские демократы в избирательном округе Редлендс. Её избирательная кампания была сосредоточена вокруг политики, способствующей охране окружающей среды и правам аборигенов. В 1988 году она изменила своё имя Кейтлин Джин Мэри Руска на традиционное: Уджеру (что означает «чайное дерево») Нунуккал (название её племени). Она умерла в 1993 году в городе Виктория в возрасте 72 лет. В 2016 году на Квинслендском фестивале поэзии была представлена программа коренных народов, в которую вошла первая премия по поэзии коренных народов имени Уджеру Нунуккал.

## В культуре
Сэм Уотсон написал пьесу под названием «Oodgeroo: Bloodline to Country», посвященную жизни Уджеру Нунуккал. Это пьеса, основанная на реальном жизненном опыте Уджеру Нунуккал, когда она была на борту самолёта, захваченного палестинскими террористами по дороге домой с заседания комитета Всемирного Черно-Африканского фестиваля искусств и культуры в Нигерии.
Поэзия Уджеру Нунуккал была поставлена на музыку многочисленными композиторами, включая: Кристофера Гордона, Клэр Маклин, Стивена Лика, Эндрю Форда, Пола Стэнхоупа, Мэри Мэго и Джозефа Твиста.

## Признание

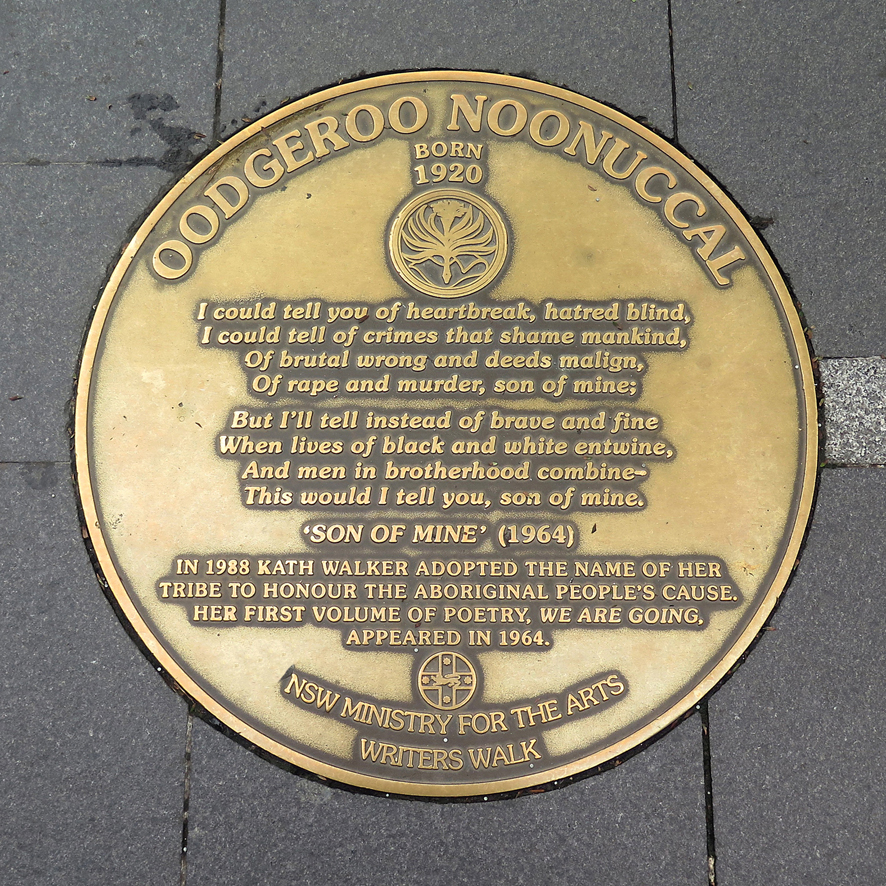
Памятная доска имени Уджеру Нунуккал на Sydney Writers Walk.

Уджеру Нунуккал получила несколько литературных наград, в том числе медаль Мэри Гилмор (1970), премию Джесси Литчфилд (1975) и премию Братства австралийских писателей. В 1979 году она была удостоена шестого ежегодного Оскара на церемонии награждения Micheaux Awards, организованной Залом славы чернокожих кинематографистов США, и в том же году получила Международную актёрскую премию за фильм «Сёстры-тени». Она была назначена членом Ордена Британской империи в 1970 году, но вернула его в 1987 году в знак протеста на праздновании двухсотлетия Австралии, чтобы сделать политическое заявление о жизни аборигенов. В 1991 году памятная доска с её именем на ней была одной из первых, установленных на Sydney Writers Walk, а в 2009 году в рамках празднования Q150 она была объявлена одной из икон Квинсленда за роль «Влиятельного творца». Избирательный округ Уджеру, созданный в 2017 году в штате Квинсленд, был назван в её честь.

## Работы

### Стихи
- Municipal Gum (1960)
- «A Song of Hope» (1960)
- We are Going: Poems (1964)
- The Dawn is at Hand: Poems (1966)
- Ballad of the Totems (1966)
- The Past (1970)
- White Australia (1970)
- All One Race (1970)
- Freedom (1970)
- Then and Now (1970)
- Last of His Tribe (1970)
- My People: A Kath Walker collection (1970)
- No More Boomerang (1985)
- Then and now (1985)
- Kath Walker in China (1988)
- The Unhappy Race (1989)
- The Colour Bar (1990)
- Let Us Not Be Bitter (1990)
- Oodgeroo (1994)

### Детская литература
- Stradbroke Dreamtime (1972)
- Father Sky and Mother Earth (1981)
- Little Fella (1986)
- The Rainbow Serpent (1988)

### Документальная литература
- Towards a Global Village in the Southern Hemisphere (1989)
- The Spirit of Australia (1989)
- Australian Legends And Landscapes (1990)
- Australia’s Unwritten History: More legends of our land (1992)